# Aglaonema
Aglaonema Schott, 1829 è un genere di piante monocotiledoni della famiglia delle Aracee.

## Descrizione
Si tratta di piante erbacee sempreverdi con foglie generalmente lanceolate che crescono intorno ad un fusto alto qualche decina di centimetri.
Il tipico fiore della famiglia delle Aracee è alla base del nome di questo genere: in greco agláos sta per 'splendente' e  néma per 'filamento', riferendosi al caratteristico spadice visibile durante la fioritura, che nonostante il nome non è particolarmente appariscente.
I frutti sono piccoli e tondeggianti.
Tutte le parti della pianta sono velenose.

## Distribuzione e habitat
Le specie di questo genere sono diffuse nell'Asia tropicale, dall'India alla Nuova Guinea.
Sono ambientate nelle paludi e nel sottobosco della foresta tropicale.

## Tassonomia
Il genere comprende le seguenti specie:
- Aglaonema birmanicum Hook.f.
- Aglaonema brevispathum (Engl.) Engl.
- Aglaonema chermsiriwattanae Sookch.
- Aglaonema cochinchinense Engl.
- Aglaonema commutatum Schott
- Aglaonema cordifolium Engl.
- Aglaonema costatum N.E.Br.
- Aglaonema densinervium Engl.
- Aglaonema flemingianum A.Hay
- Aglaonema hookerianum Schott
- Aglaonema marantifolium Blume
- Aglaonema modestum Schott ex Engl.
- Aglaonema nebulosum N.E.Br.
- Aglaonema nicobaricum Hook.f.
- Aglaonema nitidum (Jack) Kunth
- Aglaonema ovatum Engl.
- Aglaonema philippinense Engl.
- Aglaonema pictum (Roxb.) Kunth
- Aglaonema pumilum Hook.f.
- Aglaonema robeleynii (Van Geert) Pitcher & Manda
- Aglaonema rotundum N.E.Br.
- Aglaonema simplex (Blume) Blume
- Aglaonema tricolor Jervis
- Aglaonema vittatum Ridl. ex Engl.

## Coltivazione
Il successo di queste piante come piante d'appartamento è notevole, dato che si adattano bene alla penombra ed agli ambienti riscaldati d'inverno e quindi spesso non sufficientemente umidi. Non gradiscono l'esposizione diretta ai raggi solari né le temperature inferiori ai 15°. Si riproducono in genere per talea o per divisione dei cespi.

## Galleria d'immagini

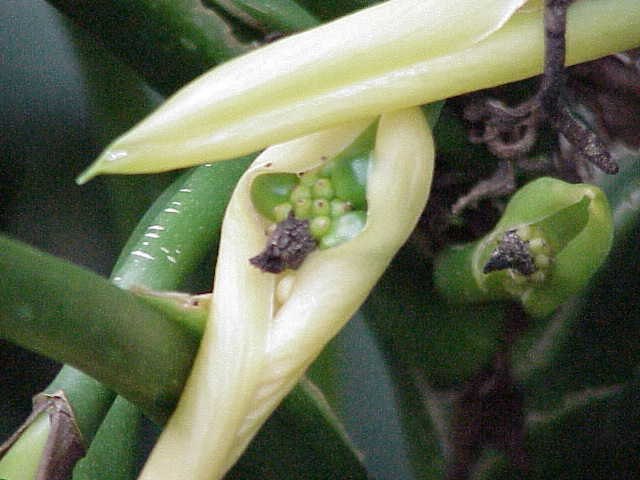
Aglaonema nitidum, fiore
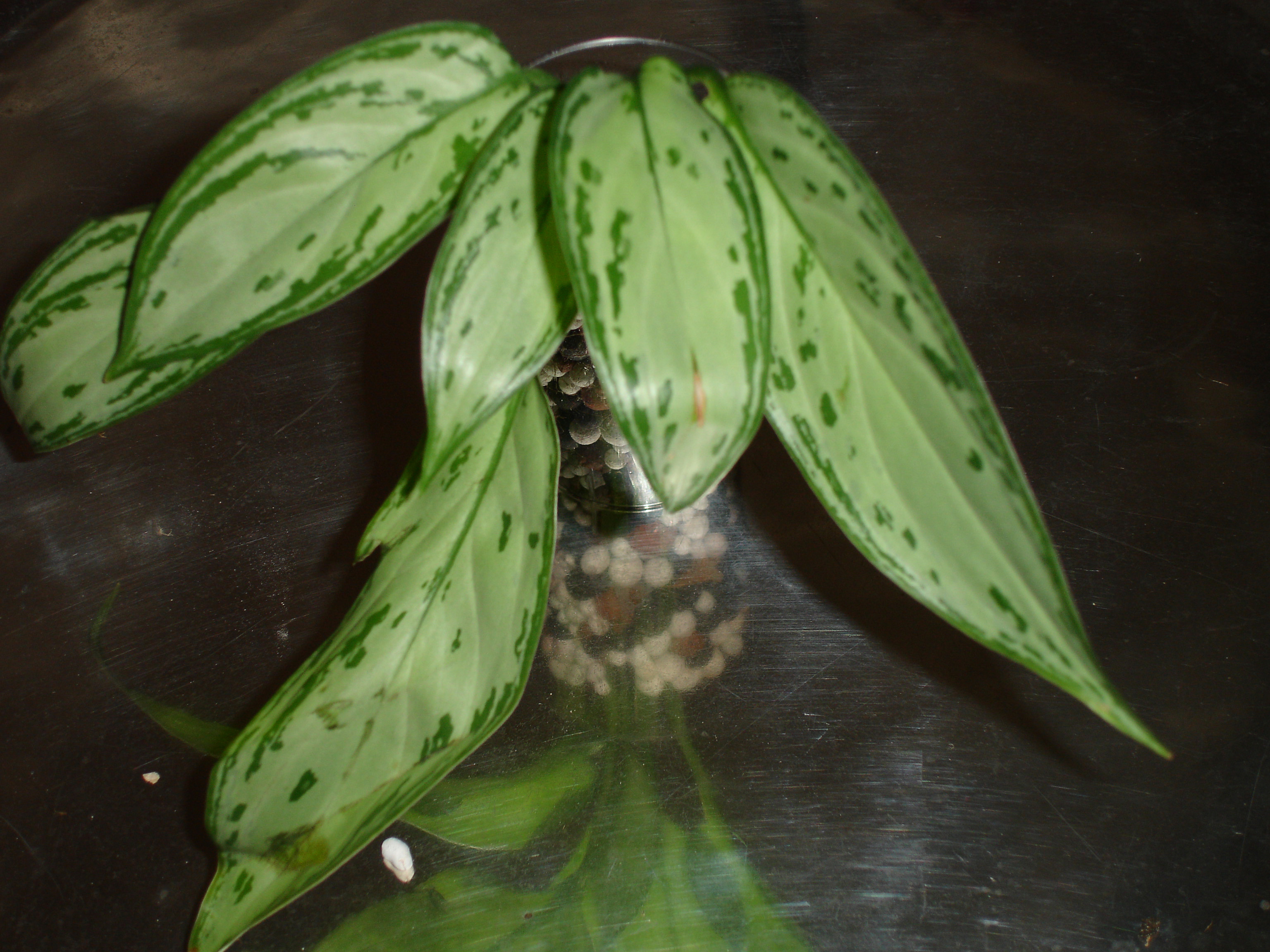
Aglaonema commutatum, "Silver Queen".
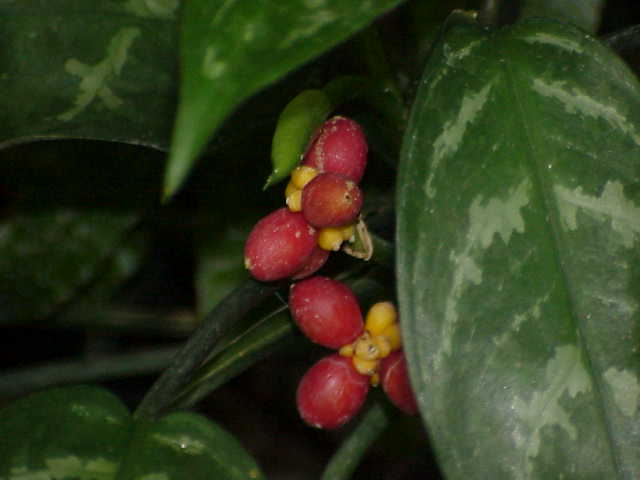
Aglaonema commutatum, variegata, con i caratteristici frutti tondeggianti.
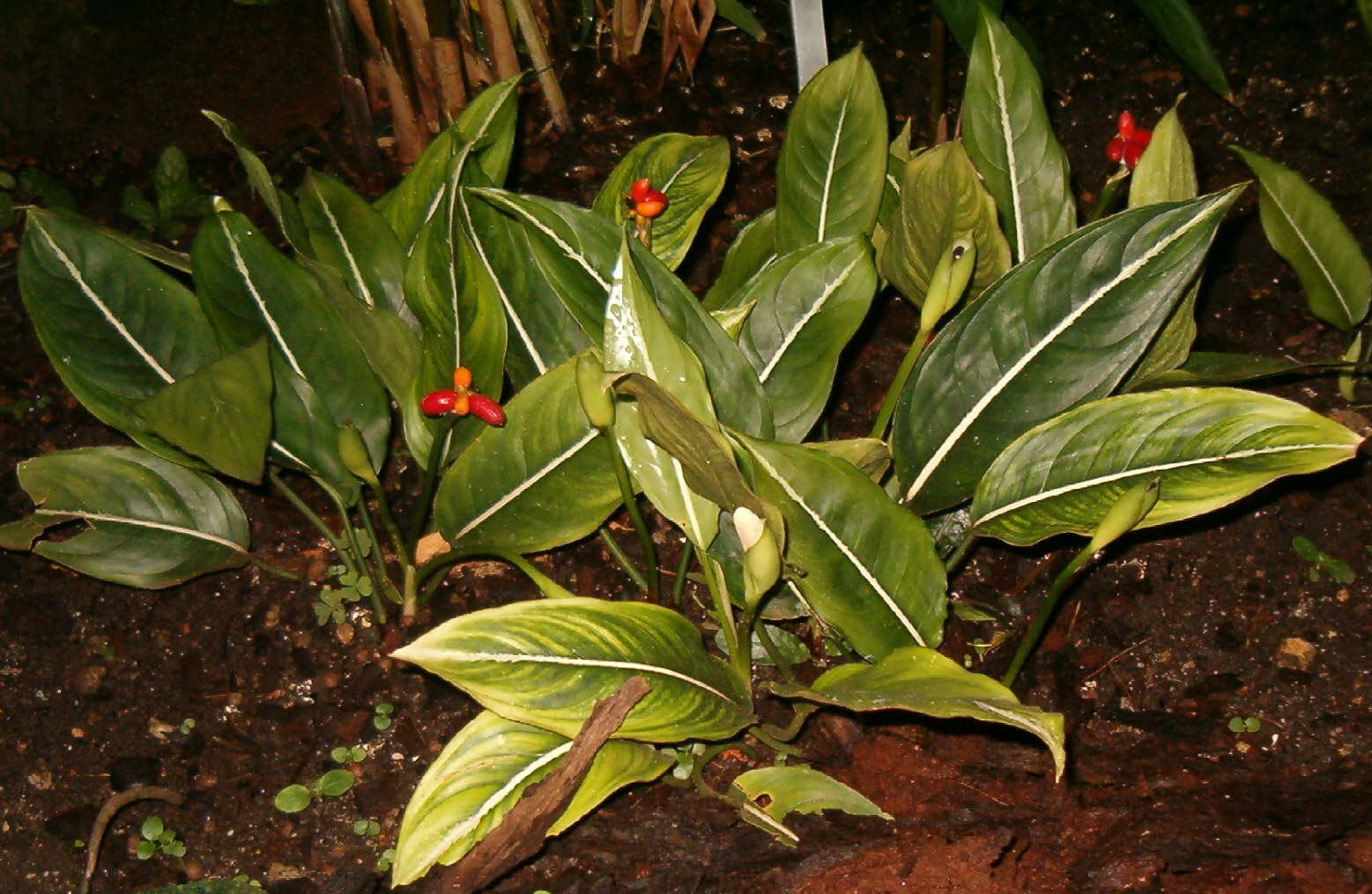
Aglaonema costatum, nel suo habitat.